# Breznica Đakovačka
Breznica Đakovačka is een plaats in de gemeente Levanjska Varoš in de Kroatische provincie Osijek-Baranja. De plaats telt 243 inwoners (2001).